# Bully (Roine)
Bully és un municipi francès situat al departament del Roine i a la regió d'Alvèrnia-Roine-Alps. L'any 2007 tenia 2.003 habitants.

## Demografia

### Població
El 2007 la població de fet de Bully era de 2.003 persones. Hi havia 700 famílies de les quals 152 eren unipersonals (60 homes vivint sols i 92 dones vivint soles), 208 parelles sense fills, 304 parelles amb fills i 36 famílies monoparentals amb fills.
La població ha evolucionat segons el següent gràfic:
Habitants censats

### Habitatges
El 2007 hi havia 797 habitatges, 711 eren l'habitatge principal de la família, 46 eren segones residències i 40 estaven desocupats. 666 eren cases i 127 eren apartaments. Dels 711 habitatges principals, 509 estaven ocupats pels seus propietaris, 180 estaven llogats i ocupats pels llogaters i 22 estaven cedits a títol gratuït; 11 tenien una cambra, 42 en tenien dues, 104 en tenien tres, 189 en tenien quatre i 365 en tenien cinc o més. 543 habitatges disposaven pel capbaix d'una plaça de pàrquing. A 287 habitatges hi havia un automòbil i a 377 n'hi havia dos o més.

### Piràmide de població
La piràmide de població per edats i sexe el 2009 era:
| Homes | Edats   | Dones |
| ----- | ------- | ----- |
| 0     | 95 o +  | 16    |
| 0     | 90 a 94 | 24    |
| 8     | 85 a 89 | 24    |
| 0     | 80 a 84 | 24    |
| 20    | 75 a 79 | 12    |
| 32    | 70 a 74 | 28    |
| 32    | 65 a 69 | 32    |
| 40    | 60 a 64 | 52    |
| 32    | 55 a 59 | 28    |
| 56    | 50 a 54 | 60    |
| 36    | 45 a 49 | 76    |
| 96    | 40 a 44 | 44    |
| 56    | 35 a 39 | 64    |
| 84    | 30 a 34 | 76    |
| 68    | 25 a 29 | 52    |
| 20    | 20 a 24 | 8     |
| 60    | 15 a 19 | 40    |
| 112   | 10 a 14 | 68    |
| 72    | 5 a 9   | 76    |
| 56    | 0 a 4   | 44    |

## Economia
El 2007 la població en edat de treballar era de 1.245 persones, 948 eren actives i 297 eren inactives. De les 948 persones actives 890 estaven ocupades (479 homes i 411 dones) i 58 estaven aturades (25 homes i 33 dones). De les 297 persones inactives 96 estaven jubilades, 130 estaven estudiant i 71 estaven classificades com a «altres inactius».

### Ingressos
El 2009 a Bully hi havia 721 unitats fiscals que integraven 1.939,5 persones, la mediana anual d'ingressos fiscals per persona era de 19.971 €.

### Activitats econòmiques
Dels 92 establiments que hi havia el 2007, 1 era d'una empresa extractiva, 3 d'empreses alimentàries, 6 d'empreses de fabricació d'altres productes industrials, 18 d'empreses de construcció, 17 d'empreses de comerç i reparació d'automòbils, 6 d'empreses de transport, 6 d'empreses d'hostatgeria i restauració, 4 d'empreses financeres, 4 d'empreses immobiliàries, 14 d'empreses de serveis, 6 d'entitats de l'administració pública i 7 d'empreses classificades com a «altres activitats de serveis».
Dels 31 establiments de servei als particulars que hi havia el 2009, 1 era una oficina de correu, 4 tallers de reparació d'automòbils i de material agrícola, 2 paletes, 2 guixaires pintors, 7 fusteries, 2 lampisteries, 3 electricistes, 4 perruqueries, 4 restaurants, 1 agència immobiliària i 1 saló de bellesa.
Dels 3 establiments comercials que hi havia el 2009, 1 era una botiga de menys de 120 m² i 2 fleques.
L'any 2000 a Bully hi havia 62 explotacions agrícoles que ocupaven un total de 874 hectàrees.

## Equipaments sanitaris i escolars
El 2009 hi havia 2 escoles elementals.

## Poblacions més properes
El següent diagrama mostra les poblacions més properes.